# リチャード・アーネル
リチャード・アーネル（Richard Anthony Sayor Arnell、1917年9月15日 - 2009年4月10日 ）は、イギリスの作曲家。
ロンドン出身。1935年より1939年まで王立音楽大学でジョン・ダイクスとジョン・アイアランドに師事。1947年から1987年までトリニティ音楽院で教壇に立った。彼の音楽は特にトーマス・ビーチャム、レオポルド・ストコフスキー、バーナード・ハーマンによって支持された。
多くのバレエがロンドンとニューヨークの両方で成功を収めた。『パンチ・アンド・ザ・チャイルド』『4月のハーレクイン』『偉大な探偵』などである。また1942年にはロバート・フラハティーが監督したアメリカ合衆国農務省制作のドキュメンタリー映画『大地』の音楽を作曲した。他の作品には7曲の交響曲や、6曲の弦楽四重奏曲、1958年のピアノ曲『フォックス変奏曲』などがある。